# Політична лінгвістика
Політична лінгвістика — це дисципліна, що виникла на перетині 2-ох наук — політології і лінгвістики  — та має за мету встановлення закономірностей взаємовпливу суспільно-політичних подій на зміни в мові і навпаки.

## Етапи розвитку політичної лінгвістики

### Початок 20 століття
Спочатку дисципліна вважалася різновидом стилістичних або риторичних досліджень. Матеріали по темі носили скоріше рекомендаційний або критичний характер, тобто мали на меті показати своїм читачам, яким чином можна домогтися успіху в публічних виступах чи в іншій публічній мовній діяльності, у тому числі в політичній сфері. Особливо активно вивчалися різноманітні аспекти риторичної майстерності політичних лідерів і їх «викриття».

### 1920— 1950-ті роки
Становлення політичної лінгвістики як окремої науки відбувалося після першої світової війни, яка привела до численних людських втрат (9,5 млн чол.), зникнення з політичної карти світу 4-ох імперій, переділу кордонів держав, корінної зміни світосприйняття людей. У зміненому після війни світі дослідження політичної комунікації і її взаємозв'язку з суспільно-політичними процесами ставало все більш необхідним. Досвід пропагандистського протистояння воюючих країн чітко продемонстрував, що знання про механізми маніпуляції громадською думкою мають високу наукову і гуманітарну цінність. Найбільш значущі роботи цього періоду пов'язані з діяльністю Уолтера Ліппмана, який займався створенням пропагандистських листівок для армії союзників у Франції. Саме Ліппман є автором поняття «процесу установки порядку денного» (agenda-setting process), тобто висвітлення в політичній комунікації одних питань і замовчування інших. Таким чином, вчений розмежував реальну актуальність тієї чи іншої проблеми і її «важливість» в сприйнятті суспільства.
Також У. Ліппман вперше зробив спробу застосувати контент-аналіз для вивчення уявлень людини про політичну ситуацію в світі. У 1920 році він опублікував дослідження текстів блоку матеріалів «The New York Times» про Жовтневу революцію 1917 року, яке чітко демонструвало, що пересічному американцеві неможливо було скласти яку-небудь об'єктивну думку про події, які відбуваються в світі з огляду на антибільшовицькі упередження аналізованих текстів.
Ще один дослідник цього періоду — П. Лазарсфельд. Він займався вивченням залежності електоральної поведінки від передвиборної агітації в ЗМІ. Найбільш відоме його дослідження, присвячене до президентських виборів 1940-х років. Протягом півроку Лазарсфельд опитував фокус-групу, що складається з 600 чоловік, для того, щоб визначити ефективність агітаційної кампанії (зокрема, політичних текстів ЗМІ).
За підсумками дослідження з'ясувалося, що лише 54 респондента змінили свої думки про кандидатів, а ще менша кількість опитуваних зробили це через інформацію, що публікується в ЗМІ.
Друга світова війна (більш руйнівна за масштабами, ніж перша) загострила потребу в дослідженнях і осмисленні ролі мови в політиці. Значний внесок у становлення і розвиток політичної лінгвістики на цьому етапі, крім фахівців з комунікації, внесли англійський письменник Джордж Оруелл і німецький літературознавець Віктор Клемпер, критично досліджували тоталітарний дискурс. Сучасні політичні лінгвісти часто відзначають пророчий дар Джорджа Орвелла, який у своєму творі «1984», написаному в 1947 році, наочно показав, яким чином за допомогою мови можна змусити людину повірити брехні і вважати її справжньою правдою, як саме можна покласти в основу державної ідеології оксюморон гасла «Війна — це мир», «Свобода — це рабство» і «Незнання — це сила». Зокрема, в романі були описані принципи «двозначності» і дано словник «новомови», тобто охарактеризовані способи мовної маніпуляції людською свідомістю з метою завоювання і утримання влади в тоталітарній державі Описана Дж. Орвеллом «новомова» — плід його фантазії. А німецький філолог Віктор Клемпер сам протягом 12 років спостерігав за фашистською «новомовою» і описав її в своїй книзі «LTI. Мова третього рейха. Записки філолога». Практика фашистської «новомови» виявилася різноманітнішою і витонченішою фантазією Дж. Орвелла.

### 60— 80-ті роки
У ці роки — роки холодної війни — в понятійному апараті лінгвістики з'являється нове поняття «ядерна мова», яке політики використовують для виправдання можливого застосування ядерної зброї і катастрофічних наслідків цієї події.
У текстах з'являються метафоричні образи можливої ядерної катастрофи («ядерна зима», «ядерний апокаліпсис», «палії війни» і інші.).
Крім того, в цей період проводяться дослідження політичної лексики, теорії і практики політичної аргументації, політичних метафор, досліджується практика функціонування політичної мови в політичних дебатах, передвиборних кампаніях; уточнюється науковий апарат політичної лінгвістики.
У цей час увага фахівців була зосереджена на вивченні комунікативної практики в сучасних західних демократичних державах. Ці дослідження показали, що і в умовах «свободи» постійно використовується мовна маніпуляція свідомістю.

### Кінець XX століття і початок XXI століття
У цей період відбуваються дві значних події в світі: закінчення холодної води і початок «перебудови» в Росії. На цьому тлі відбувається «глобалізація» політичної лінгвістики Вона привертає увагу фахівців у Азії, Африці, Латинській Америці і інших країнах. На пострадянському просторі активніше освоюються, раніше недоступні для дослідження з політичних причин, проблеми політичної лінгвістики, розширюється сфера наукових інтересів вчених, досліджуються нові аспекти взаємодії мови, влади і суспільства (дискурс тероризму, політкоректність, соціальна толерантність, фундаменталістський дискурс та ін.)
Політична лінгвістика стає самостійним науковим напрямом зі своїми предметом і об'єктом дослідження, методологічним апаратом, науковими школами.

## Предмет і ціль політичної лінгвістики
Існує два принципово різних підходи до предмету політичної лінгвістики.
Перший визначає змістовні межі політичної лінгвістики як збіжні з політичним дискурсом або дискурсивним аналізом політики. Цей підхід розглядає політичну лінгвістику як один з розділів прикладної лінгвістики. Відповідно до даного підходу «предмет політичної лінгвістики — політичний дискурс як сукупність дискурсивних практик, що ідентифікують учасників політичного дискурсу як таких, або формують конкретну тематику політичної комунікації».
Другий підхід розглядає політичну лінгвістику як самостійний, міждисциплінарний і комплексний науковий напрямок. Відповідно до цього підходу предмет дослідження політичної лінгвістики — політична комунікація, тобто мовна діяльність, орієнтована на пропаганду тих чи інших ідей, емоційний вплив на громадян країни і спонукання їх до політичних дій, для вироблення суспільної злагоди, прийняття та обґрунтування соціально-політичних рішень в умовах множинності точок зору в суспільстві.
Французький соціолог Р. Шварценберг писав, що політична комунікація для політичної системи «це те ж, що кровообіг для організму людини».
Основна мета політичної лінгвістики — дослідження різноманітних взаємовідносин між мовою, мисленням, комунікацією, суб'єктами політичної діяльності і політичним станом суспільства, що створює умови для вироблення оптимальних стратегій і тактик політичної діяльності.

## Поняттєвий апарат політичної лінгвістики
Поняття, пов'язані з політичною комунікацією.
- Політична комунікація — процес спілкування між учасниками політичної діяльності.
- Політична мова — орієнтований на сферу політики варіант національної мови.
- Політичний текст — текст, призначений для впливу на політичну ситуацію за допомогою пропаганди політичних ідей, емоційного впливу на громадян і спонукання їх до політичних дій. Для політичного тексту характерна пряма або непряма орієнтованість на питання розподілу і використання політичної влади.
- Стиль політичної мови — мовні особливості використання національної мови, характерні для певного політика, певної політичної організації. Наприклад, представники ліберальних поглядів активно використовують іноземні політичні терміни, а представники національно-патріотичних сил воліють традиційні слова і вирази.
- Жанр політичної мови — засіб індивідуалізації тексту. За функціональним призначенням розрізняють: ритуальні жанри (вітальне слово, інавгураційні звернення та ін.), Орієнтаційні жанри (укази, доповіді, договори та ін.), Агональні жанри (гасло, листівка, виступ на мітингу), інформативні жанри (газетна публікація, звернення громадян до політиків).
- Політичний дискурс. Не має єдиного визначення. У російській науці дискурс визначається як поточна мовна діяльність в даній сфері. За визначенням Т. А. ван Дейка, дискурс — складна єдність мовної форми, значення і дії, яка відповідає поняттю «комунікативна подія». За образним висловом Н. Д. Арутюнова, дискурс — це мова, занурена в життя.
- Мітинговий дискурс — різновид політичного дискурсу, в якому на утримання і оформлення текстів впливає політична комунікативна ситуація «мітинг».
- Цінності і антицінності. Цінність — те, що суб'єкти політичної діяльності вважають важливим для себе, до чого вони прагнуть, за що готові боротися. Наприклад, «Вища цінность — людина». Антицінності — те, що сприймається як небажане, шкідливе, проти чого борються суб'єкти політичної діяльності. Наприклад, корупція, тероризм.

## Сфери дослідження політичної лінгвістики

### Дослідження мовних, текстових або дискурсивних феноменів
У даній сфері фахівці вивчають одиниці, що відносяться до того чи іншого мовного рівня (лексика, фразеологія, морфологія, синтаксис), або текстові одиниці — жанрові особливості політичних текстів, їх композицію, засоби зв'язку між частинами, текстові засоби акцентування смислів тощо. також до цієї сфери дослідження відноситься вивчення так званого «мовного поведінки».

### Дослідження сучасної політичної мови
Дана сфера досліджень політичної лінгвістики присвячена динаміці метафоричних систем і кореляції між еволюцією політичних метафор і змінами суспільно-політичної ситуації в світі, зокрема, їх властивості архетиповості і варіативності.
Перша властивість виражається в тому, що система політичних метафор має стійке ядро, не змінюється з часом і відтворюється в політичній комунікації протягом багатьох століть, тобто будь-якій країні сучасного світу політичні метафори залишаються незмінними, відображають стійкі детермінанти людської свідомості або архетипи колективного несвідомого. А друге, що суперечить йому, полягає в тому, що розвиток культури, науки, політичних подій і техніки не може не впливати на їх еволюцію і зміну.

### Дослідження загальних закономірностей політичної комунікації— вивчення ідіостилів різних політичних лідерів, політичних напрямків і партій
Ця сфера досліджень присвячена вивченню ідіолектів так званим «мовним портретам» провідних політиків. Фахівці прагнуть також охарактеризувати роль ідіостилю в формуванні харизматичного сприйняття політика, звертаються до особливостей мови конкретних політичних лідерів.
В окрему групу слід виділити дослідження, присвячені взаємозв'язку політичної позиції і мовних засобів її вираження. Зокрема виявлено, що політичні екстремісти (як праві, так і ліві) більш схильні використовувати метафоричні образи. Легко помітити підвищену агресивність мови ряду сучасних політиків, які дотримуються націоналістичних поглядів. Особливий інтерес представляє зіставлення метафор в комунікативній практиці політиків з різних держав. У роботах Дж. Чартеріс-Блека, який вивчає риторику британських і американських політиків, показано, як регулярно метафори використовуються у виступах політичних лідерів США і Великої Британії для актуалізації потрібних емотивних асоціацій і створення політичних міфів про монстрів і месій, лиходіїв і героїв. Подібні дослідження дозволяють виявити переваги конкретних політиків у виборі тієї чи іншої понятійної області для опису політичної дійсності. Наприклад, «залізна леді» М. Тетчер схильна до військової метафорики, Дж. Буш молодший активно використовує кримінальні образи, а С. Берлусконі віддає перевагу футбольним метафорам.

### Монографії і навчальні посібники
- Баранов А. Н. Введення в прикладную лингвистику: Учеб. пособие. / А. Н. Баранов ; — М.: Эдиториал УРСС, 2001.— 360 с.
- Будаєв Є. В., Чудинов А. П. Зарубежная политическая лингвистика. М.: Наука; Флинта, 2008. — 352 с.
- Будаєв Є. В., Чудинов А. П. Современная политическая лингвистика. Екатеринбург: УрГПУ, 2006. — 252 с.
- ван Дейк, Теун А. Язык. Познание. Коммуникация: Пер. с англ./Сост. В. В. Петрова; Под ред. В. И. Герасимова; Вступ. ст. Ю. Н. Караулова и В. В. Петрова. — М.: Прогресс, 1989. — 312 с.
- Современная политическая лингвистика: учебное пособие / Э. В. Будаев, М. Б. Ворошилова, Е. В. Дзюба, Н. А. Красильникова ; отв. ред. А. П. Чудинов; Урал. гос. пед. ун-т. — Екатеринбург, 2011. — 252 с.
- Паршин П. Б. Исследовательские практики, предмет и методы политической лингвистики / In Scripta linguisticae applicatae. Проблемы прикладной лингвистики. Москва, 2001.
- Романов А. А. Политическая лингвистика: Функциональный подход. Москва-Тверь: ИЯ РАН, ТвГУ, 2002. — 191 с.
- Тихонова М. С. Политическая лингвистика: Учеб. пособие / М. С. Тихонова; ОмскГУ. — Омск, 2012. — 132 с.
- Чудінов А. П. Политическая лингвистика: Учеб. пособие / А. П. Чудинов; Изд-ва «Флинта», «Наука». — Москва. 2006. — 256 с.
- Шапочкін Д. В. Политический дискурс: когнитивный аспект[недоступне посилання з квітня 2019] /Д. В. Шапочкин: Изд-во Тюменского государственного университета. — Тюмень. 2012. — 260 с.
- Шейгал Е. И. Семиотика политического дискурса / Е. И. Шейгал. — Волгоград, 2000. — 431 с.
- Шварценберг Р.-Ж. Политическая социология. М ., 1992. — 175 с.

### Статті
- Л. Нагорна. Політична лінгвістика // Політична енциклопедія. Редкол.: Ю. Левенець (голова), Ю. Шаповал (заст. голови) та ін. — К.:Парламентське видавництво, 2011. — с.579 ISBN 978-966-611-818-2
- О. Третяк  .  Аргументація політична // Політична енциклопедія / редкол.: Ю. Левенець (голова), Ю. Шаповал (заст. голови). — К. : Парламентське видавництво, 2011. — С. 38. — ISBN 978-966-611-818-2.
- Баранов А. Н. Политический дискурс: прощание с ритуалом // Человек. — 1997. — № 6. — С. 108—118.
- Ворошилова М. Б. «Политическая лингвистика»: вехи развития [Архівовано 27 травня 2015 у Wayback Machine.] // Педагогическое образование в России. — 2014. — № 1. — С. 45-48.
- Піменова М. В. Политическая концептуальная система // Политическая лингвистика. — 2010. — № 2 (32). — С. 47-57.
- Синельникова Л. Н. Политическая лингвистика: координаты междисциплинарности // Политическая лингвистика. — 2009. — № 30. — С. 41-47.